# لویالتون (کالیفرنیا)
لویالتون (به انگلیسی: Loyalton) شهری در شهرستان سیرا، کالیفرنیا ایالت کالیفرنیا است که در سرشماری سال ۲۰۱۰ میلادی، ۷۶۹ نفر جمعیت داشته است.